# Wafa Mustafa
Wafa Mustafa es una periodista y activista siria que hace campaña por la liberación de los detenidos sirios. Como miembro de Families for Freedom, presionó al Consejo de Seguridad de las Naciones Unidas para pedir la liberación de los nombres y las localizaciones de todos aquellos a los que las autoridades sirias tienen en cautiverio. Mustafa citó que la motivación de su activismo fue la desaparición de su padre, Ali Mustafa, un activista de los derechos humanos, que fue detenido en julio de 2013. Acosado ya en 2011 por la Seguridad del Estado, Ali fue arrestado con su colega Hussam al-Dhafri por hombres armados vestidos de civil al comienzo de las protestas contra el régimen. Hoy, Wafa Mustafa trabaja para obtener cualquier información sobre su padre y otros refugiados detenidos.

## Biografía
En 2011, fue arrestada por protestas en Siria. Sin embargo, pronto fue liberada. Después de su arresto, no pudo regresar a la escuela para continuar sus estudios, ya que las escuelas comenzaron a rechazar a los estudiantes que participaron en las manifestaciones.
Wafa Mustafa dice que comenzó su trabajo de activismo después de la desaparición de su padre Ali Mustafa, un defensor de derechos humanos que fue detenido en julio de 2013.
Después del arresto de su padre, se vio obligada a trasladarse a Alepo y después a Turquía a un campo de refugiados.
En 2016 se fue para Alemania.
El 30 de mayo de 2020, realizó una manifestación frente a un juzgado en Coblenza (Alemania), donde publicó 61 fotografías de personas desaparecidas en Siria, incluida una fotografía de su padre.